# Roque Máspoli
Roque Gastón Máspoli (12. oktober 1917 – 22. februar 2004) var en uruguayansk fodboldspiller, der som målmand på Uruguays landshold vandt guld ved VM i 1950 i Brasilien. Han deltog også ved VM i 1954, og nåede i alt at spille 38 landskampe mellem 1945 og 1955.
Maspoli spillede på klubplan for Club Atlético Peñarol i hjemlandet. Her var han med til at vinde fem uruguayanske mesterskaber, samt Copa Libertadores og Intercontinental Cup.
Maspoli gjorde også karriere som træner. Han stod i flere omgange i 70'erne, 80'erne og 90'erne i spidsen for Uruguays landshold, og var også flere gange ansvarshavende i sin klub som aktiv, Peñarol.